# ОКО (кінофестиваль)
Міжнародний етнографічний кінофестиваль «ОКО» — міжнародний фестиваль етнографічного та антропологічного документального кіно, заснований у 2020 році. Проводиться в селі Криничне Болградського району Одеської області України, Києві, Болграді, Одесі, Софії.

## Концепція
Ідея фестивалю об'єднує малі та великі народи, спільноти, мешканців сіл та міст, поєднує кінематографістів, фольклористів, етнографів для кращого розуміння один одного, створення майданчика для комунікації. Фестиваль збирає та поширює звичаї, народне мистецтво та ремесла, побут та колорит народів Бессарабії та всього світу, організовує простір для професійного спілкування кінематографістів і фольклористів.
Ініціатором започаткування кінофестивалю виступила Тетяна Станєва — громадянка України, етнічна болгарка з південної Української Бессарабії, фольклористка за освітою та режисерка за покликанням. Ідея зародилася під час її перебування у Чехії на Міжнародному фестивалі документального кіно «Їглава» із презентацією власної режисерської роботи «Місце сили». Фестиваль проходив у маленькому містечку Їглава, вся інфраструктура якого працювала протягом тижня на фестиваль. Бажання відтворити дещо подібне для рідного Криничного й призвело до започаткування фестивалю.

## ОКО 2020
Перший фестиваль «ОКО» відбувся з 12 по 19 вересня 2020 року.
Дати проведення кінофестивалю декілька разів коригувалися у відповідності до умов коронавірусного карантину в Україні — спершу на змішаний формат (частково в онлайн-режимі та наживо у Криничному), а з включенням 31 серпня Болградського району до «червоної зони» — фестиваль повністю перейшов в онлайн.
На участь у кінофестивалі подали заявки більше 1000 стрічок, з яких до конкурсної програми було відібрано 43 фільми з 29 країн, ще 7 фільмів демонструвалися у позаконкурсній програмі. Серед країн–учасниць: Італія, Франція, Індія, Туреччина, Велика Британія, Іран, Перу, Португалія, Канада, Бельгія, Аргентина, Данія, США, Бразилія, Чилі тощо. Конкурсна програма першого фестивалю включала три категорії: міжнародний короткометражний конкурс (документальні фільми до 40 хв); національний короткометражний конкурс (документальні фільми до 40 хв); міжнародний повнометражний конкурс (стрічки з усього світу, включно із Україною, хронометражем більше 40 хвилин).
Організаторами фестивалю виступили Громадська організація «ОКО» (Об'єднання креативних особистостей), Болградська районна рада та Криничненська сільська рада. В липні 2020 року кінофестиваль отримав часткову підтримку від Державного агентства України з питань кіно у розмірі 200 тис. грн. До загального кошторису фестивалю, який складав близько 1 млн гривень, долучилися платформа соціальних інновацій Biggggidea.com (більше 150 тис. грн), онлайн кінотеатр Megogo (100 тис. грн спонсорської допомоги).
До складу журі увійшли кінематографісти та фольклористи: кінорежисер та сценарист Михайло Іллєнко, режисер та продюсер Сергій Проскурня, співачка і фольклористка Катя Chilly, болгарський кінорежисер Василій Барков, фольклористка та професорка Київського національного університету ім. Тараса Шевченка Олена Івановська, акторка Римма Зюбіна, кінокритикиня і продюсерка Аксиня Куріна.
Кожен день фестивалю завершався прямими включеннями за участю режисерів національної конкурсної програми та членів журі, під час яких глядачі дізнавалися подробиці зі створення стрічок, та отримували можливість спілкування з гостями в онлайн-студії.

### Переможці
Переможцями фестивалю 2020 року стали:
| Переможець  | Міжнародна повнометражна програма | Українська повнометражна програма                   | Міжнародна короткометражна програма |
| ----------- | --- | --------------------------------------------------- | --- |
| Перше місце | «Ламалера» (англ. Lamalera) (реж. Карстен Таді (англ. Karsten Tadi), Данія)                                                                                    | «Портрет на тлі гір» (реж. Максим Руденко, Україна) | «Поговоримо про сни» (англ. Talking Dreams) (реж. Брунно Роккі (англ. Brunno Rocchi), Італія), «Ці чорнила течуть глибоко» (англ. This Ink Runs Deep) (реж. Азія Юнгман (англ. Asia Youngman), Канада) |
| Дипломанти  | «Вигнання Гушегу» (англ. Gushegu Exile) (реж. Еміль Норгаард Мунк (англ. Emil Norgaard Munk), Данія та Гана) «За гуманне ставлення до важкої відьомської долі» |                                                     | «Вечеря для мертвих душ» (англ. Supper for the Dead Souls) (реж. Ігнасіо Фігус (англ. Ignazio Figus), Італія) «За талановите відтворення духовної практики», «Рамада» (англ. La Ramada) (реж. Фернандо Торрес англ. Fernando Torres Salvador, Перу) «За відчуття сили вміння розділити чужу самотність», «Миротворці у горах Сванетії» (реж. Андрій Кіршин, Мирослав Гай, Україна) «За відтворення героїчного досвіду». |

Стрічки–переможці «Портрет на тлі гір» та «Ламалера» крім дипломів отримали приз у розмірі 25 000 грн. кожен.

## ОКО 2021
Друга едиція кінофестивалю відбулася 16-18 вересня 2021 року в м. Болград Одеської області. Програма фестивалю, який пройшов за підтримки Держкіно, включала 34 фільми: 8 кінострічок повного метру та 26 – короткого у міжнародній категорії. До національного конкурсу повних метрів увійшло 10 стрічок, до короткометражної програми – 7 фільмів.
До складу журі увійшли відомі кінематографісти та фольклористи: Володимир Войтенко (голова журі, кінокритик), Андрій Різоль (кінорежисер, продюсер), Римма Зюбіна (українська акторка, телеведуча, громадська активістка), Василь Барков (режисер, Болгарія), Олександр Гусєв  (кінокритик), Юлія Коваленко (кінокритикиня, програмерка Docudays UA), Максим Руденко (режисер, переможець минулорічного фестивалю «ОКО»), Олена Івановська  (професорка кафедри фольклористики Університету імені Тараса Шевченка).
| Переможець  | Міжнародна повнометражна програма                                                             | Українська повнометражна програма                    | Міжнародна короткометражна програма                                                                                          |
| ----------- | --------------------------------------------------------------------------------------------- | ---------------------------------------------------- | --- |
| Перше місце | "Лабіринт Йоеме" (Сержи Петро Роса, Мексика)                                                  | "Будинок" (реж. Тетяна Кононенко та Матільда Местер) | "Архо – Афарська торгівля сіллю на північному сході Ефіопії" (Тілль Якоб Фредерік Троєр, Німеччина)                          |
| Дипломанти  | "Село опирається" (реж. Девід Берт Джоріс Дерт, Бельгія) ("За силу духу й прагнення свободи") |                                                      | "Електронні листи моїй молодшій сестрі" (Соломон Меконен, Ефіопія) ("За особливий погляд у цивілізаційному діалозі культур") |
|             |                                                                                               |                                                      | |

## ОКО 2022
Третій міжнародний кінофестиваль "ОКО" планувалося провести з 10 по 17 вересня 2022 року в м. Болград. Окрім кінопоказів, в рамках кінофестивалю планувалося проведення різноманітних майстер-класів, тижневий практикум для студентів-кіноматографистів. Повномасштабне російське вторгнення змусило відкоригувати первісні плани, і третю річницю фестиваль зустрічав у польській Торуні. Під гаслом "Святкуй життя" фестиваль "ОКО" пройшов з 13 по 18 листопада в межах та за підтримки Міжнародного кінофестивалю мистецтва кінематографії EnergaCAMERIMAGE, а також за допомогою програми МЗС Болгарії «Болгарська допомога заради розвитку».
У програму фестивалю увійшли 8 повнометражних і 16 короткометражних етнографічних документальних фільмів з 22 країн. Членами журі у 2022 році стали: Арнольд ван Брюгген (Нідерланди), Олена Івановська та Геннадій Кофман (Україна),  Себастьян Майсторович (Австрія), Ламія Фатхі (Єгипет) та Марта Домачовська (Польща).
| Переможець  | Міжнародна повнометражна програма             | Міжнародна короткометражна програма             |
| ----------- | --------------------------------------------- | ----------------------------------------------- |
| Перше місце | "Я- Шансе" (реж. Марк-Анрі Вайнберг, Бельгія) | "Дівчина-Кочівниця" (реж. Рухолла Акбарі, Іран) |
| Дипломанти  |                                               |                                                 |

## ОКО 2023
Продовження російської агресії змусило організаторів перенести фестиваль до Болгарії, і четвертий Міжнародний фестиваль етнографічного кіно "ОКО"  під гаслом "Герої серед нас" було проведено з 1 по 7 жовтня в м. Софія.
В 2023 році 46 етнографічних стрічок з 22 країн змагалися у міжнародній повнометражній та короткометражній програмах, а також у національних категоріях: українській та болгарській. Членами журі у 2023 році стали: Анастасія Пугач, Євгенія Крігсхайм, Олена Івановська, Олеся Наумовська від України та Надежда Косева, александр Алексієв, Ґалін Ґеоргієв від Болгарії. 
| Переможець          | Міжнародна повнометражна програма          | Міжнародна короткометражна програма                   | Українська повнометражна програма    | Болгарська короткометражна програма               |
| ------------------- | ------------------------------------------ | ----------------------------------------------------- | ------------------------------------ | ------------------------------------------------- |
| Перше місце         | "Золота земля" (реж. Інка Ачте, Фінляндія) | "Відкриття відкривачів" (реж. К.С.Ніколсон, Норвегія) | "Життя на межі" (реж. Павло Пелешок) | "Хоро між двома берегами" (реж. Катерина Мінкова) |
| Спеціальна відзнака |                                            |                                                       |                                      |                                                   |
|                     |                                            |                                                       |                                      |                                                   |

## ОКО 2024
П'ятий міжнародний кінофестиваль "ОКО"  проходив з 8 по 15 вересня 2024 року в м. Болград Одеської області та з 8 по 15 листопада у столиці Болгарії - Софії.
Програма V едиції охопить такі секції, як: OKO GLOBAL (повнометражний міжнародний конкурс та короткометражний міжнародний конкурс), НАШЕ «ОКО» (короткометражний українсько-болгарський конкурс) і OKO VISION (покази фільмів поза конкурсом). З 20 січня 2024 року оголошено прийом заявок для участі у фестивалі, при цьому роботам, створеним за участі представників країни-агресора або її резидентів, особами що підтримують російську військову агресію проти України, виступають проти територіальної цілісності Україні участь у фестивалі заборонена.